# Чери (Рим)
Чери је насеље у Италији у округу Рим, региону Лацио.
Према процени из 2011. у насељу је живело 98 становника. Насеље се налази на надморској висини од 84 м.